# Urueña
Urueña es un municipio y localidad española de la provincia de Valladolid, en la comunidad de Castilla y León.
Cuenta con uno de los cascos urbanos mejor conservados de la provincia de Valladolid, ofreciendo a su visitante el aspecto de una pequeña ciudad medieval. Por este motivo fue declarada Conjunto Histórico-Artístico en 1975. Conserva gran parte de la muralla con dos de sus puertas, algunos lienzos del castillo, casonas de piedra de cierta calidad y la iglesia parroquial gótico-renacentista de Santa María del Azogue. Acoge el centro etnográfico “Joaquín Díaz”, el museo Luis Delgado de instrumentos del mundo, la sala de exposiciones Mercedes Rueda y el museo de las Campanas. En 1975 fue declarado Urueña y su ermita de la Anunciada, como Conjunto Histórico Artístico, y desde 2007 es la primera Villa del Libro de España, motivo por el que está incluida dentro de la red de Villas del Libro del mundo. El 1 de enero de 2014 se convirtió en uno de «Los pueblos más bonitos de España» y desde entonces el número de visitantes no ha parado de crecer, en 2017 lo han visitado 21 000 personas.
Desde muchos lugares de su casco urbano, se pueden obtener buenas panorámicas de su territorio circundante, lo que ha convertido a Urueña en un indudable mirador del paisaje de la Tierra de Campos. Fuera del casco urbano, destaca la presencia de los tradicionales palomares y de la ermita santuario de Nuestra Señora de la Anunciada, uno de los mejores ejemplos del Arte románico en la meseta castellana. La advocación de la virgen Anunciada es de gran tradición en esta localidad, celebrándose sus fiestas patronales el 25 de marzo y la romería el 8 de septiembre.

## Toponimia
El término "Urueña" podría derivarse del término vasco ur que significa 'agua', más el sufijo prerromano locativo -anca, transformado primero en -anga y luego en -ueña al castellanizarse, aunque se trataría de una evolución fonética sin precedentes y filológicamente inexplicable. Según el lingüista Álvaro Galmés de Fuentes, el sufijo provendría de celta onna que significa 'fuente o arroyo', y que sí que evolucionaría de modo regular hasta "-ueña".

## Geografía
El municipio se encuentra situado en la provincia de Valladolid, quedando excluido de la comarca conocida como Tierra de Campos, ubicado sobre una loma, en las estribaciones de los montes Torozos.

## Historia

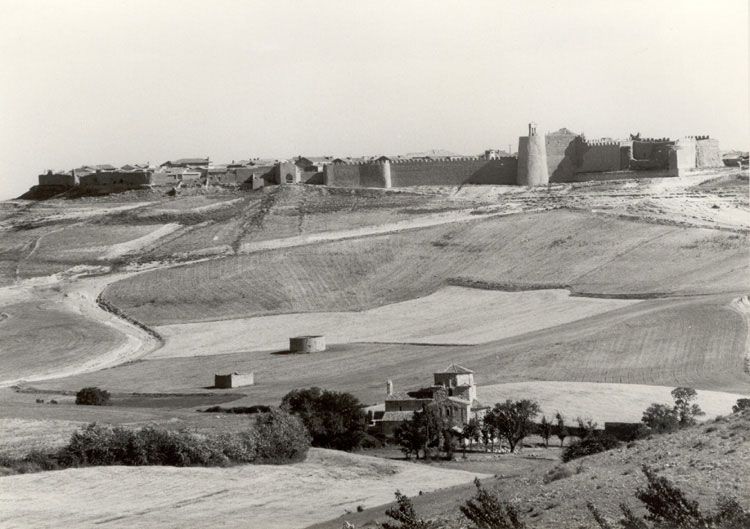
Vista panorámica. Abajo en primer término la ermita, y arriba en segundo plano las murallas; foto de principios de.

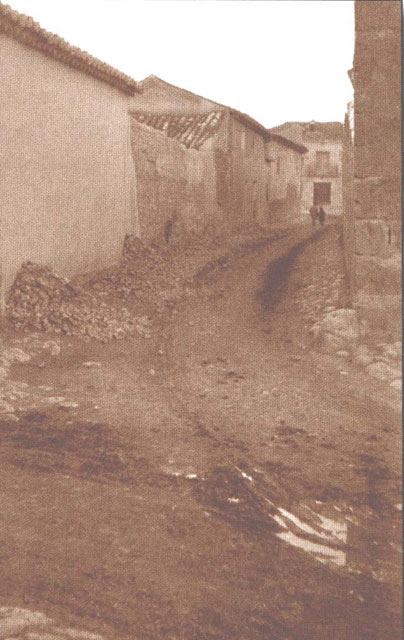
Calle cuatro esquinas, primera mitad de.

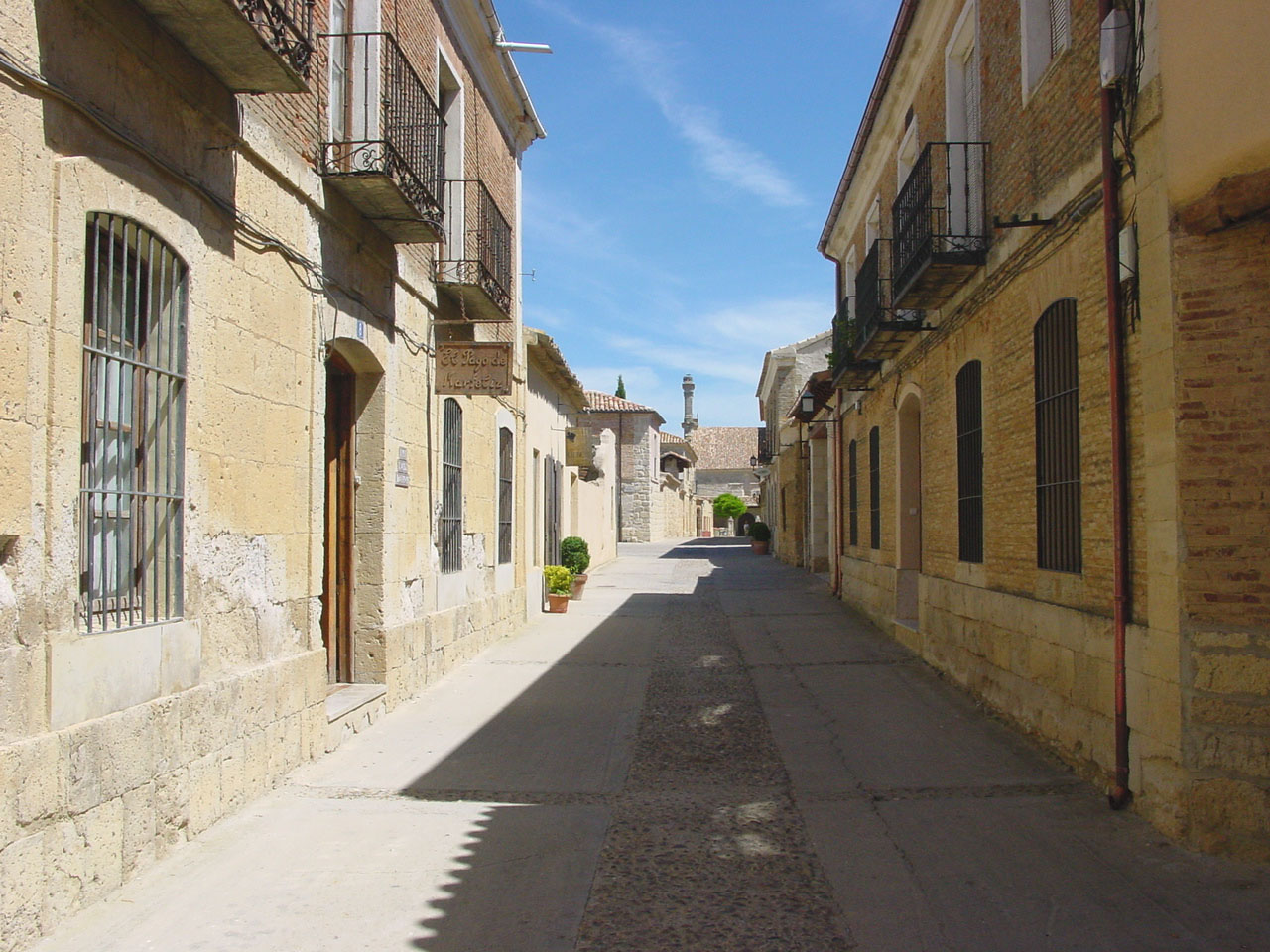
Una calle de la localidad, en 2005.

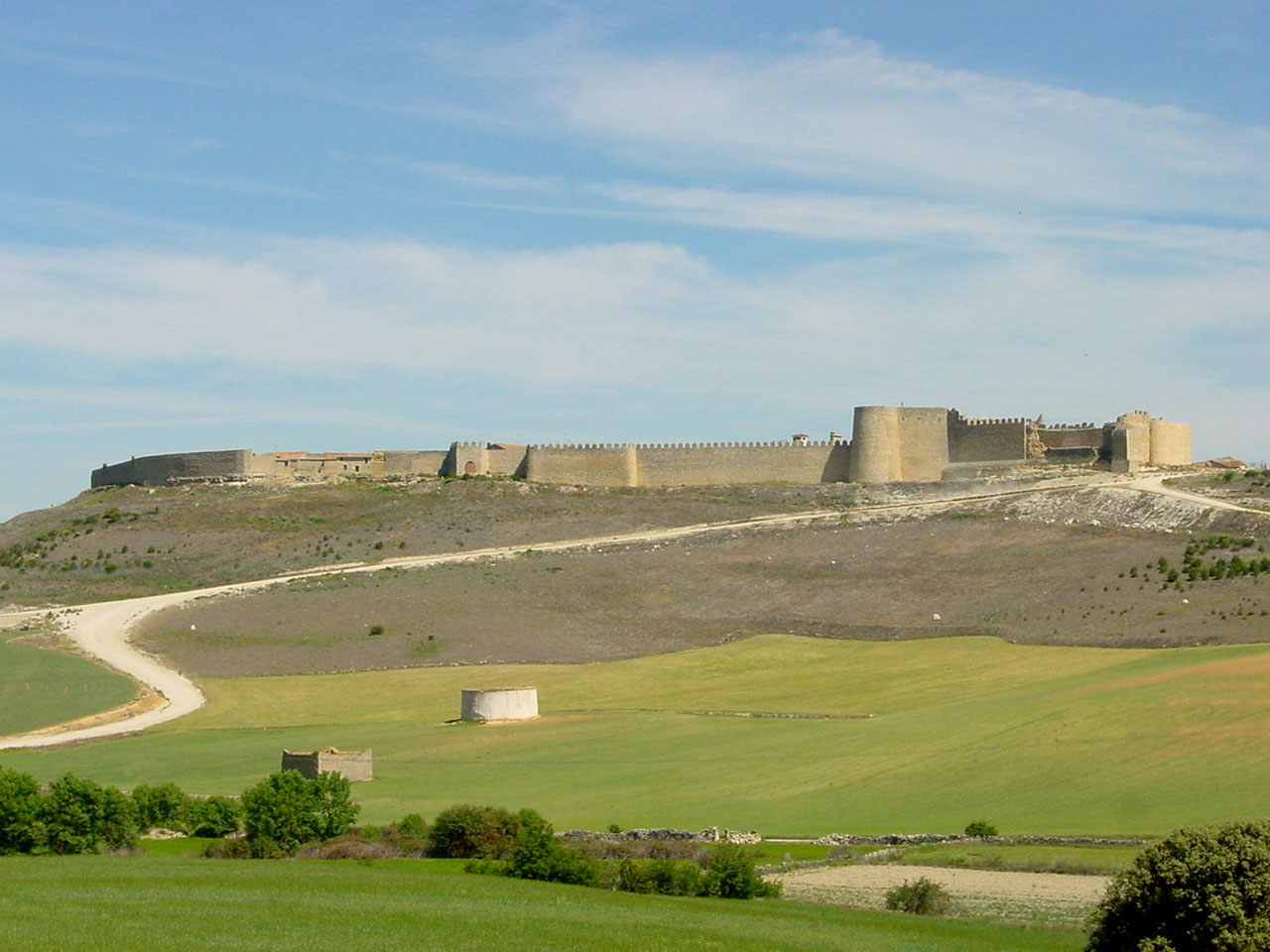
Vista desde el sureste, con dos palomares en primer plano.

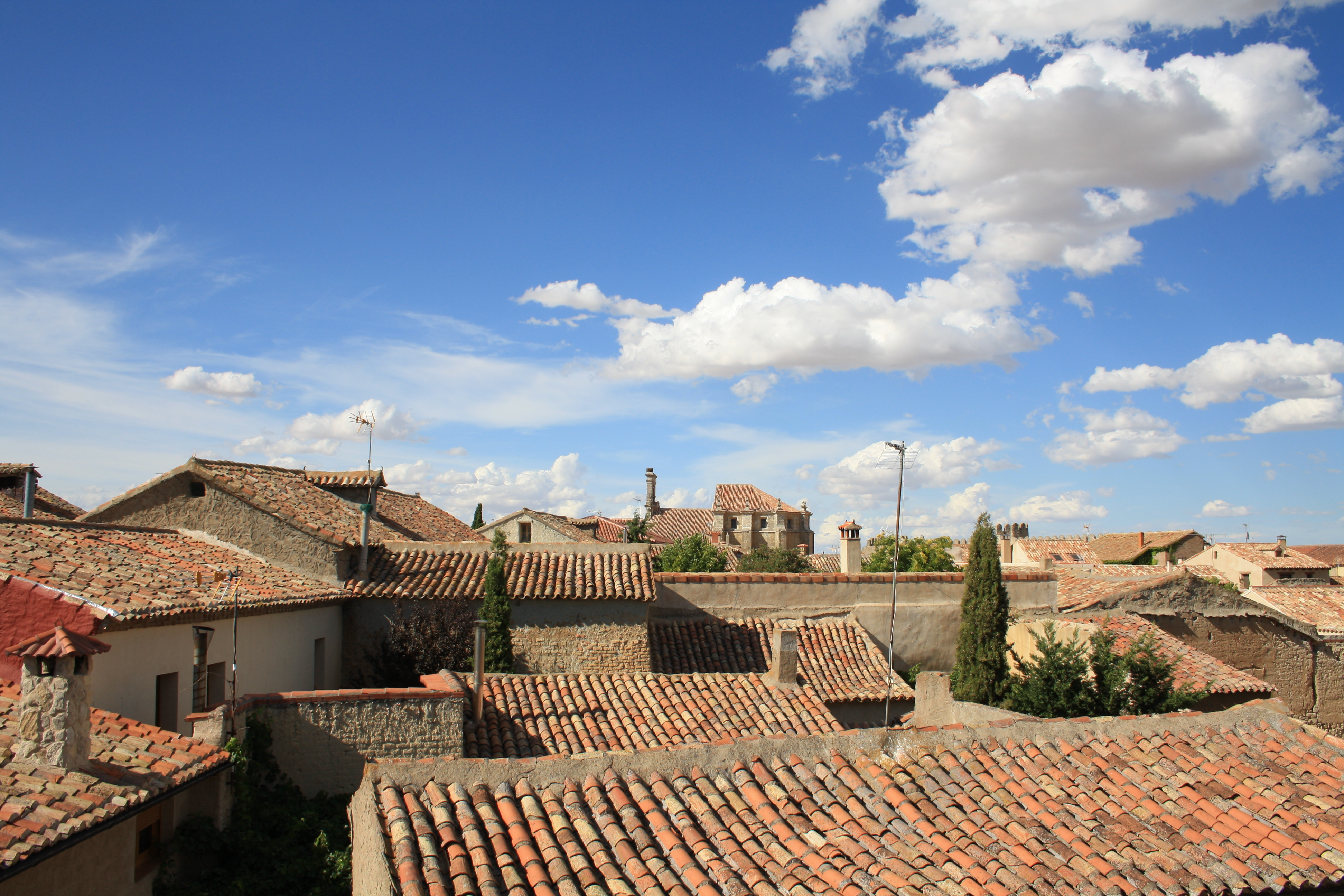
Vista de Urueña en 2012.

La historia de esta villa nos traslada hasta los primeros asentamientos vacceos, fue romanizada a principios de nuestra era y cristianizada sobre el siglo X. Fue cabeza de Infantado de Valladolid en los siglos XII al XIV.
El lugar donde está ubicada la villa, dominando estratégicamente el valle, fue muy atractivo para los primeros asentamientos. Se cree que su topónimo es una voz heredada de sus primeros habitantes, los vacceos: Ur-Uru (zona de aguas) y Anna-Eneas (hermana). En la ladera del cerro donde se asienta la villa existe desde la antigüedad un manantial de aguas limpias del que se fue surtiendo la población a lo largo de los siglos. A mediados del siglo XX se construyó dentro del pueblo una fuente con la traída de agua de dicho manantial, para facilitar el aprovisionamiento a los vecinos.
Los romanos llegaron a estas tierras hacia el año 1 a. C. Por el término pasaba una vía de unión entre Palencia y Zamora, vía de la Toresana, donde quedan restos de la calzada y de un puente.
En la Edad Media, con el rey Sancho II de Castilla (Sancho el Fuerte), la villa fue cabeza del Infantado de Valladolid. Su hermana Doña Urraca cuidó y habitó el feudo. Más tarde, Alfonso VII concedió a su hermana Sancha Raimúndez el Infantado de Valladolid, con el dominium de las villas de Medina de Rioseco, Castromonte y Urueña, las tres en plena frontera de los reinos de León y de Castilla, que en el reinado de este rey estaban unidos. En 1157 murió Alfonso VII, dividiendo de nuevo los reinos: dejó León a su hijo Fernando II y Castilla a su otro hijo Sancho III el Deseado, que fue quien fortificó la plaza de Urueña en vista de la nueva división. Sancho III reinó tan sólo un año, le sucedió Alfonso VIII de Castilla que era solo un niño, pero el Infantado de Valladolid pasó a la jurisdicción de Fernando II de León que, sintiéndose perjudicado por el testamento de Alfonso VII, aprovechó la minoría de Alfonso VIII para hacerse con estas tierras. Cuando Alfonso VIII alcanzó la mayoría de edad, hizo la guerra contra Fernando II y forzó la firma de un tratado de paz en Medina de Rioseco, que restauraba las fronteras entre ambos reinos tal como las había dejado Alfonso VII en su testamento. Después de este tratado volvieron las rencillas entre ambos monarcas, que hubieron de hacer otro tratado de paz, el llamado Tratado de Fresno-Lavandera, en el que se enumeran los lugares que debían pertenecer a cada reino; Urueña quedó dentro del reino de Castilla. Durante los reinados siguientes, la villa de Urueña se mantendría como punto crucial de frontera entre los dos reinos.

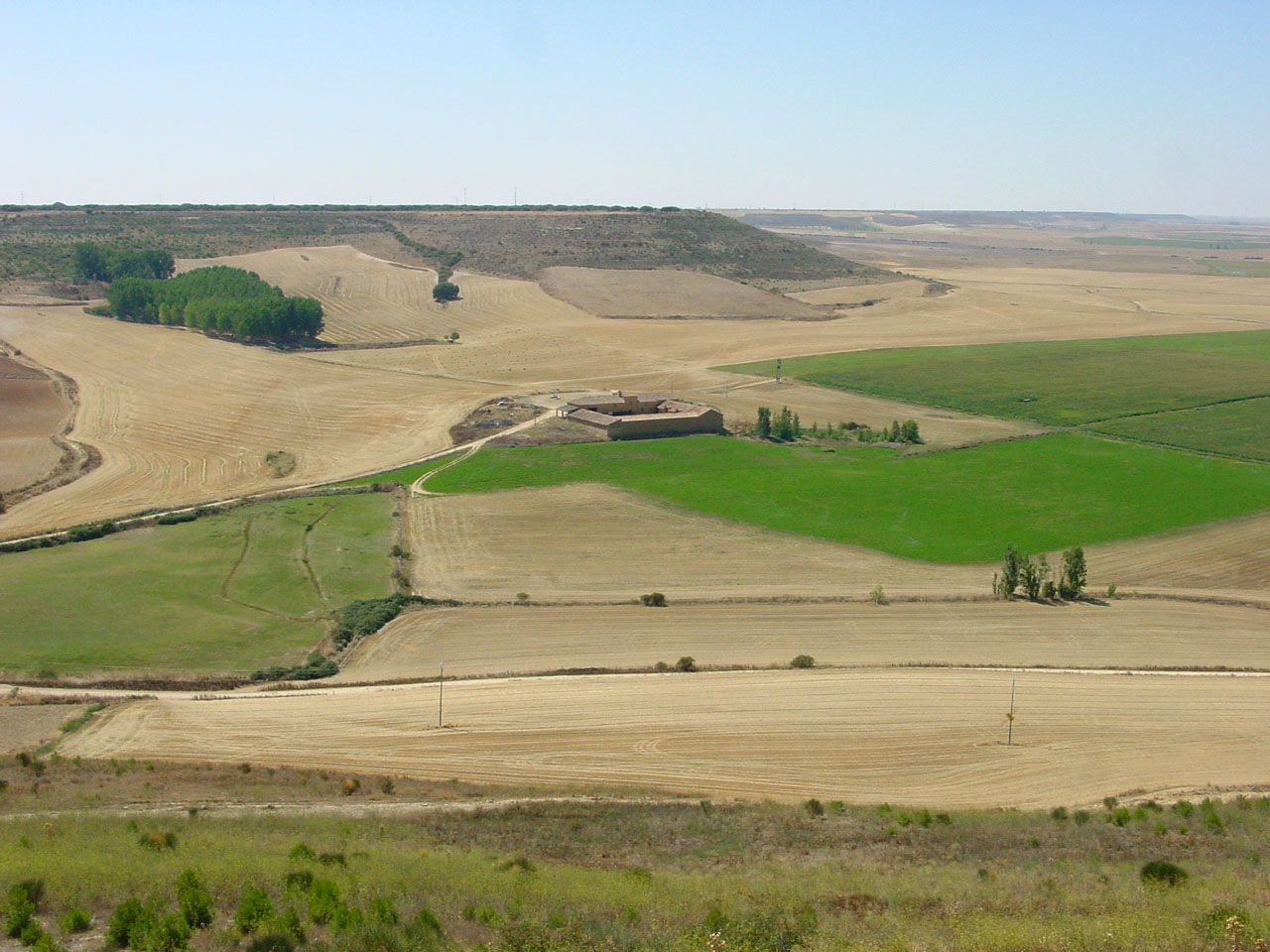
Vista de la finca Don Bueso desde las murallas

En el siglo XV, el rey Juan II donó la villa a don Pedro Girón, mayordomo y favorito del príncipe y futuro rey Enrique IV.
En 1876, la villa sufrió un terrible incendio que destruyó medio pueblo. El Ayuntamiento quedó totalmente devastado y con él todos los archivos. Recientemente, en los últimos años del siglo XX y primeros del XXI, la villa ha dado un gran cambio en su aspecto, estructura y calidad de vida. Las calles están pavimentadas, las casas y algún palacio reconstruidos y el castillo, que sirve como cementerio, está siendo restaurado y ajardinado en el 2005. Cuenta además con una vida cultural muy interesante, gracias a los distintos museos que se han ido abriendo al amparo del más importante de todos, que es el Museo Etnológico, regentado por su creador Joaquín Díaz y ubicado en una casa reconstruida del siglo XVI.

### SigloXIX
Así se describe a Urueña en la página 230 del tomo XV del Diccionario geográfico-estadístico-histórico de España y sus posesiones de Ultramar, obra impulsada por Pascual Madoz a mediados del siglo XIX:

URUEÑA

Villa con ayuntamiento en la provincia, audiencia territorial y capitanía general de Valladolid (7 leguas), partido judicial de Mota del Marqués (1), diócesis de Palencia (11).
Situada en alto a la falda del monte de Torozos, con buena ventilación y clima sano, circundada de antiguas y fuertes murallas, con 2 solas puertas; tiene 122 casas; la consistorial; escuela de instrucción primaria; una iglesia parroquial (Santa María del Azogue) servida por un cabildo de beneficiados, entre los que nombra el diocesano, el cura párroco; al pie del cerro en que está la población hay una fuente de buen agua, y encima una gran balsa.
Confina el término con los de Almaraz, Villanueva de los Caballeros, Villagarcía de Campos y San Cebrián de Mazote; dentro de él se encuentra un convento de San Francisco.
El terreno de valle en su mayor parte es de buena calidad; tiene buenos prados regados por un arroyo que se forma de la mencionada fuente.
Caminos: los locales, en mal estado en tiempos lluviosos.
Correo: se recibe y despacha en Villar de Frades.
Producciones: cereales, vino, legumbres, alguna hortaliza, leñas de combustible y buenos pastos, con los que se mantiene ganado lanar, mular y asnal.
Industria: la agrícola y algunos de los oficios más indispensables.
Población: 110 vecinos, 440 almas.

Capital productivo: 1.055.400 reales. Imponible: 105.540.

## Geografía humana

### Demografía
Cuenta con una población de 203 habitantes (INE 2024).
| Gráfica de evolución demográfica de Urueña entre 1842 y 2021                                                          |
| |
| Población de derecho según los censos de población del INE. Población de hecho según los censos de población del INE. |

## Monumentos y lugares de interés
Sus calles y sus casas restauradas y reformadas ofrecen un aspecto de pequeña ciudad medieval. Conserva gran parte de la muralla con dos de sus puertas, algunos lienzos del castillo, casonas de piedra de cierta calidad y una iglesia parroquial gótico-renacentista. Tiene además cuatro museos muy interesantes. Fuera del recinto amurallado y a poca distancia está la ermita románica de La Anunciada y las ruinas de un antiguo monasterio. En el término municipal se han encontrado restos prehistóricos.
Sus calles son de trazado medieval, con algunas casas de piedra de sillería, reconstruidas y la mayoría de adobe. La casa conocida como de la Mayorazga (o simplemente la Casona) está recuperada y convertida en el museo etnográfico de Joaquín Díaz.
Urueña, fue la primera Villa del Libro registrada en España. Sin embargo ahora comparte el título con Bellprat (Barcelona), Cervera (Lérida), Montblanch (Tarragona), Puebla de Segur (Lérida), La Escala (Gerona) y la última incorporación Urroz-Villa (Navarra).

### Muralla

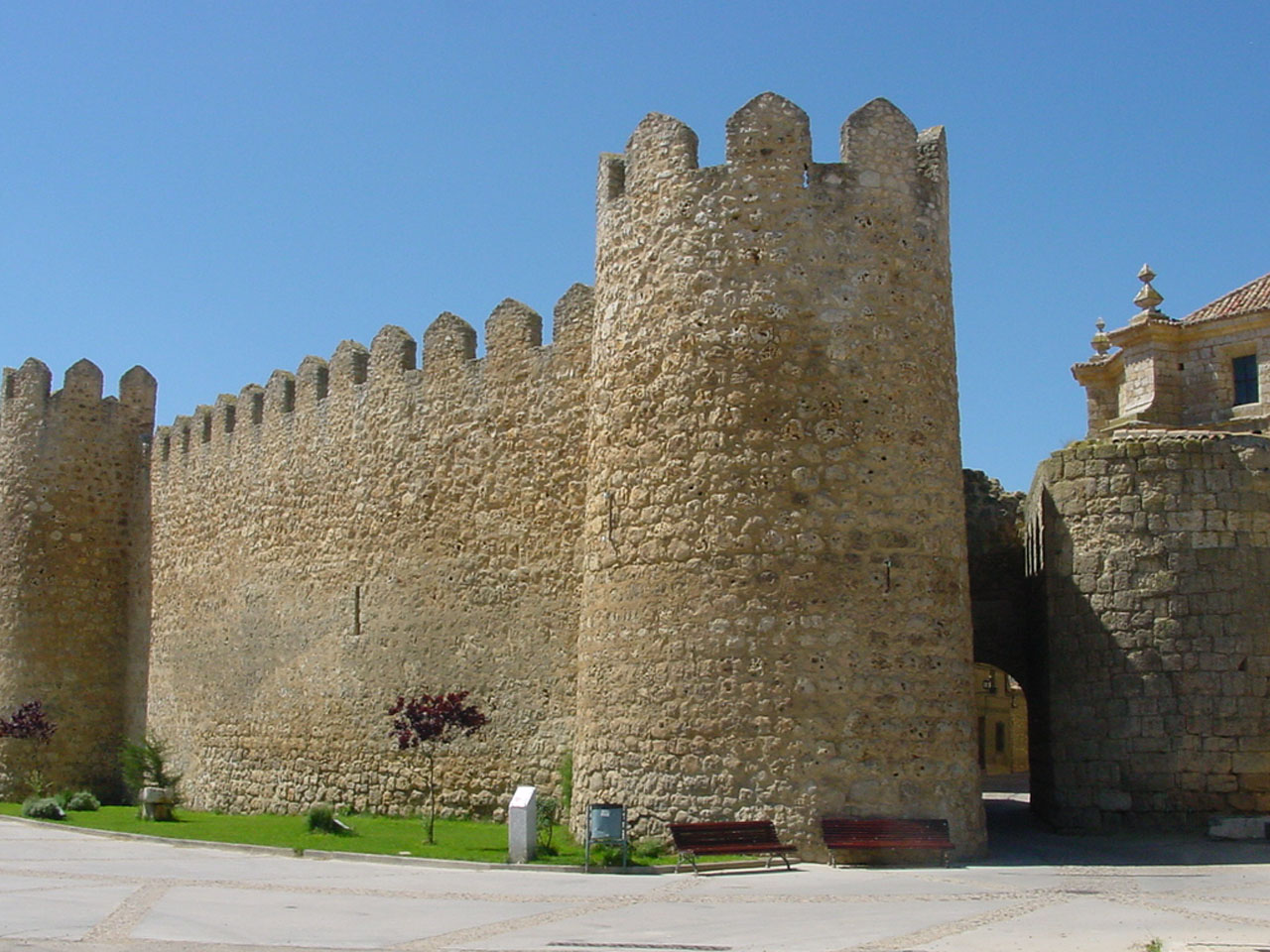
La muralla por el lado norte. A la derecha, la puerta del Azogue.

La muralla que rodea la ciudad es de los siglos XII y XIII, de mampostería franqueada de trecho en trecho por cubos semicilíndricos. Se adapta al escarpado borde del páramo donde se asienta la villa. Tiene dos puertas. La principal, Puerta del Azogue, se abre al norte, y es la típica puerta construida en codo para mejor defensa de posibles invasores. La otra puerta está al sur, frontera a la anterior; es el Arco de la Villa, menos protegida desde el punto de vista arquitectónico, pues por esa parte el páramo cae de manera abrupta hasta el valle. Está toda ella almenada y recorrida por camino de adarve.

### Castillo

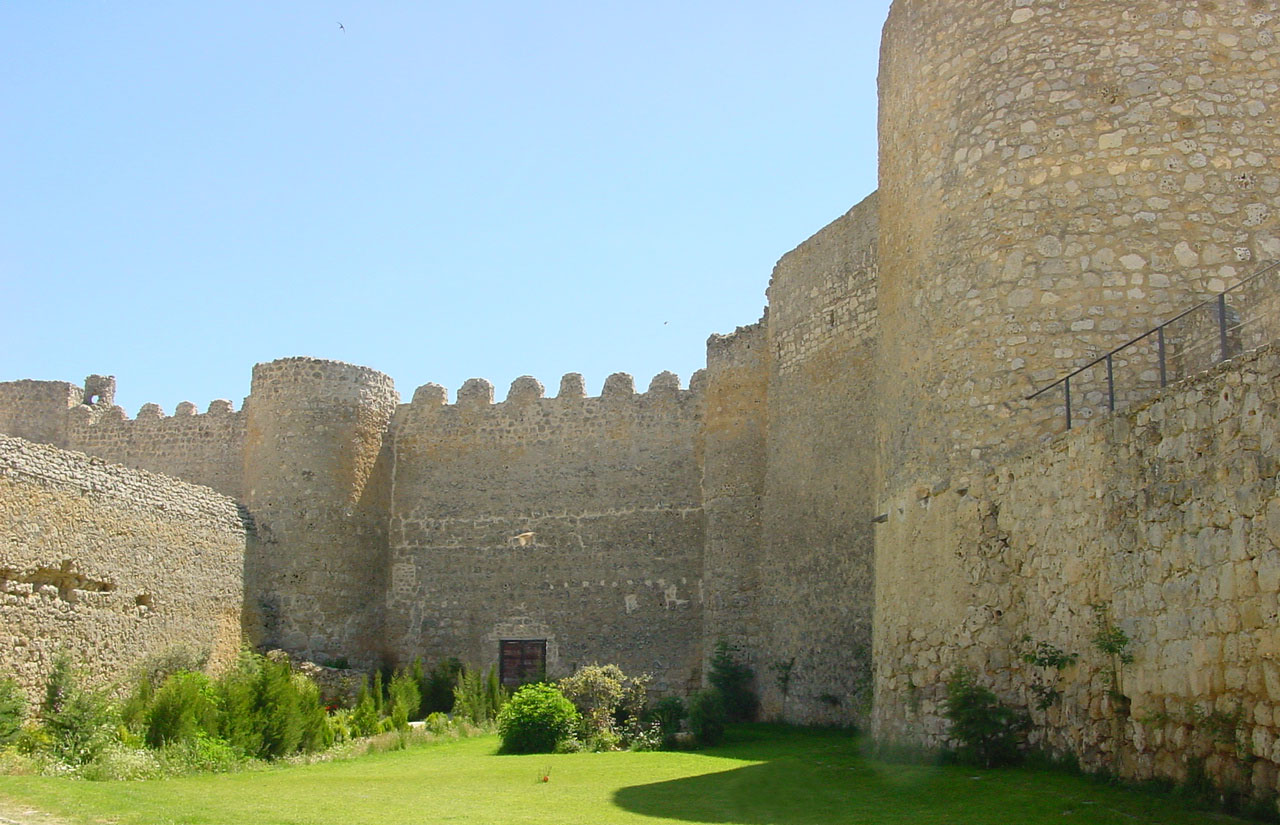
Vista de la entrada principal del castillo de Urueña.

El castillo de Urueña dispone de torre del homenaje cuadrada y tubos en las esquinas. Está bastante arruinado y ha servido durante muchos años como cementerio. Cuando se edificó fue una fortaleza muy importante, pues formaba línea fronteriza entre los reinos de Castilla y León, división que había llevado a cabo a mediados del siglo XII el rey Alfonso VII de Castilla. Aquí vivieron personajes importantes de la historia de España. Fue la mansión habitual de doña María de Padilla, amante de Pedro I el Cruel. Otros estuvieron prisioneros, como la princesa de Portugal doña Beatriz, que más tarde se casó con Pero Niño, señor de Cigales (Valladolid). El conde de Urgel Jaime II, derrotado en el Compromiso de Caspe y militarmente en Balaguer, fue juzgado y traído prisionero por don Fernando de Antequera. La leyenda cuenta que el huésped prisionero más famoso fue el conde castellano Pedro Vélez, al ser sorprendido en amoríos dentro del recinto con una prima carnal del rey Sancho III el Deseado. Un romance cuenta la historia completa, con estrofas tan descriptivas como esta:
que el conde don Pedro Vélez
en el palacio fue hallado
con una prima carnal
del rey Sancho el Deseado,
las calzas a la rodilla
y el jubón desabrochado…

### Iglesia de Santa María del Azogue

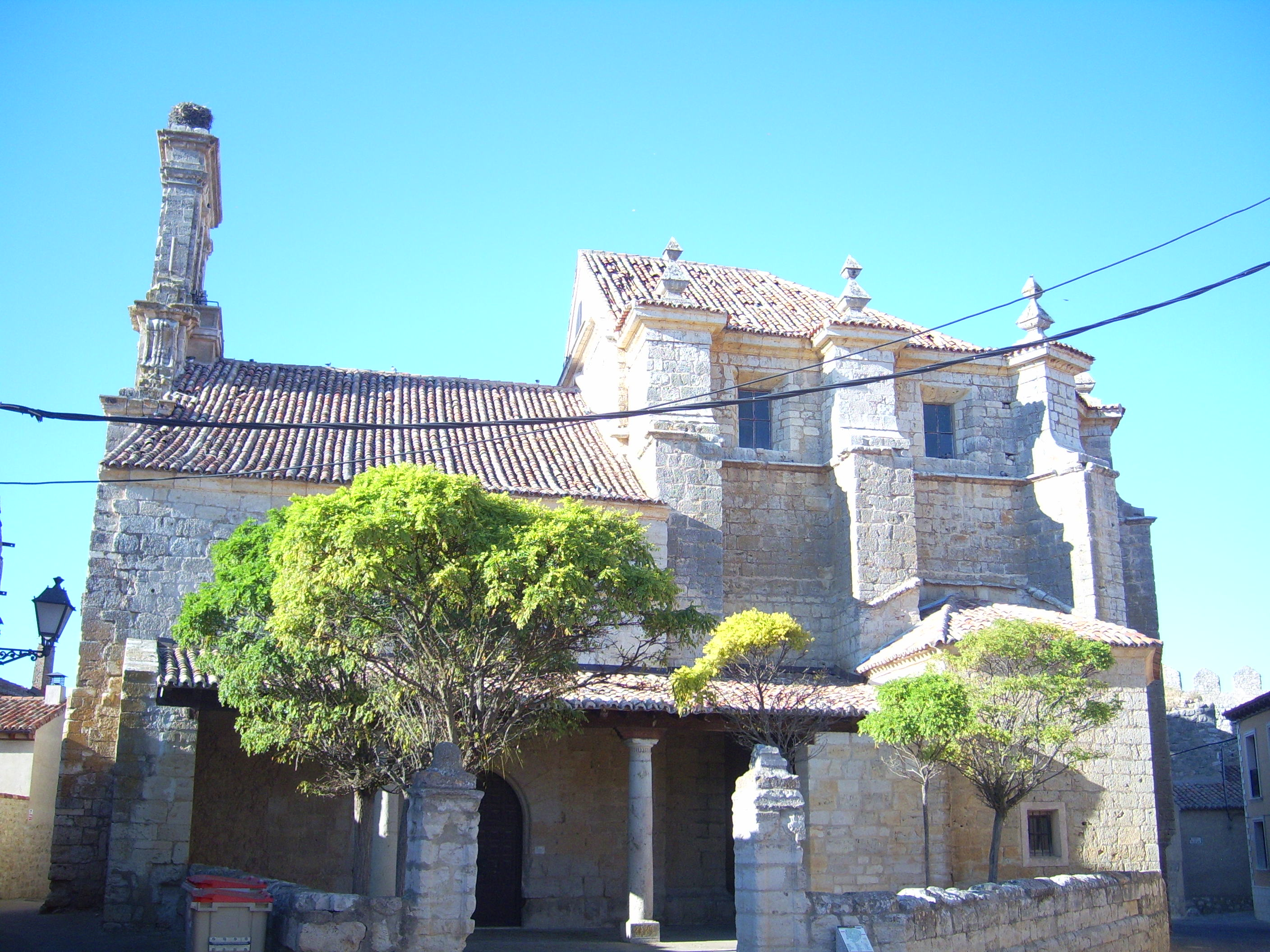
Iglesia de Santa María del Azogue.

La parroquia de Santa María del Azogue es en la actualidad la única iglesia de Urueña. Se encuentra en el interior del recinto amurallado, junto a la "Puerta del Azogue". Construida entre los siglos XVI y XVIII, cuenta con muestras de estilos: gótico en su ábside, renacentista en su nave y una reforma barroca incompleta. Construida en piedra, con contrafuertes en su exterior, cuenta con una sola nave cubierta de madera y con un gran ábside poligonal. El interior cuenta con un retablo de 1671, obra de Juan de Medina Argüelles, y el Cristo atado a la columna, obra fechada en 1635 de Andrés de Solanes, discípulo de Gregorio Fernández.

### Ermita de Nuestra Señora de la Anunciada

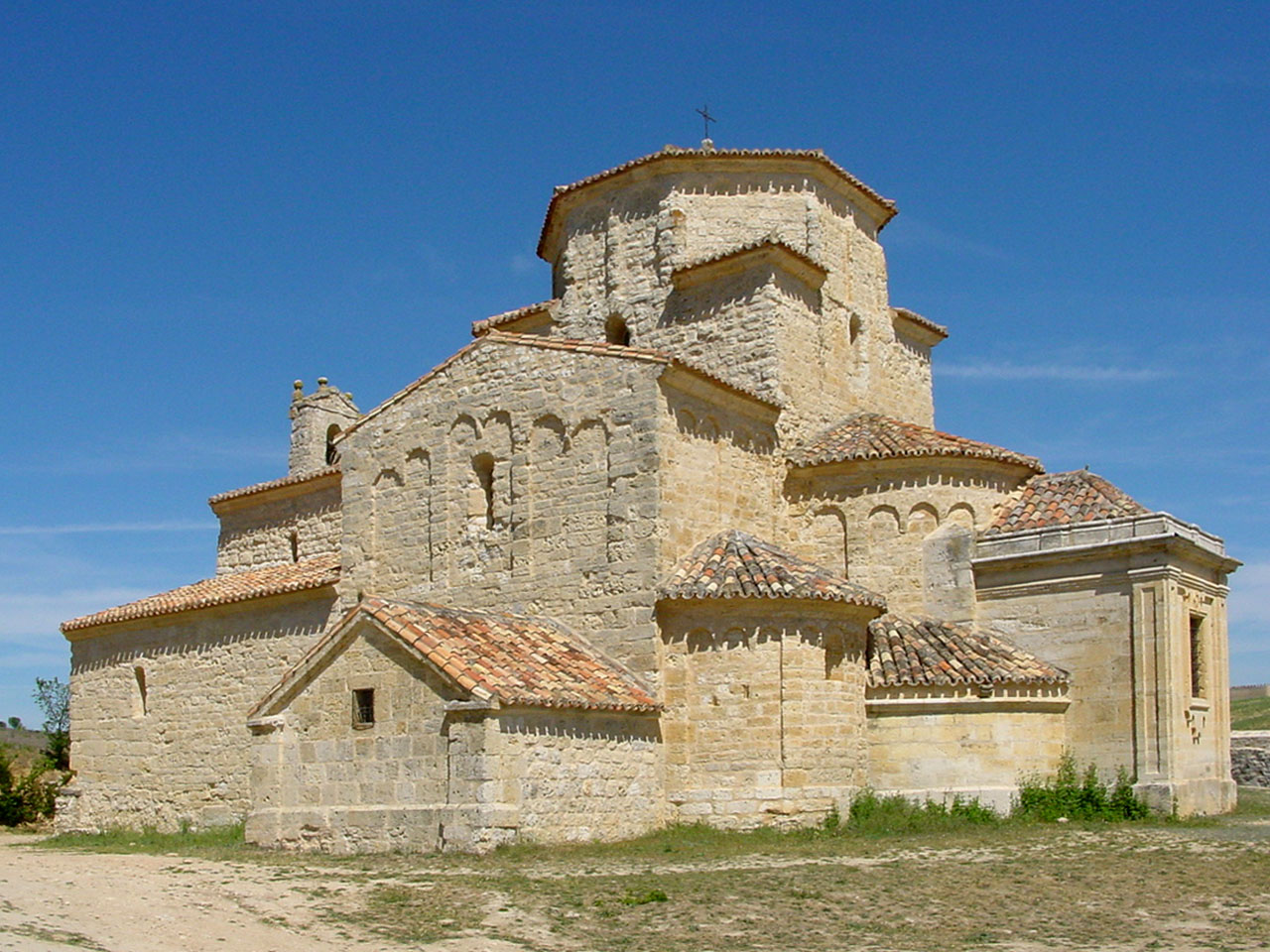
La Anunciada, ermita románica con decoración lombarda.

Es del siglo XI y se encuentra fuera del recinto amurallado, abajo, en el valle. El templo está construido en sillarejo, con muros muy gruesos, sin contrafuertes, con decoración de arquillos ciegos y bandas lombardas en los muros de los tres ábsides y del crucero.
En el siglo XVIII se añadió al ábside el camarín actual de planta cuadrangular y se cambió la portada de los pies. En el interior está la imagen de Nuestra Señora de la Anunciada, imagen de vestir. Su fiesta y romería se celebra el 25 de marzo.

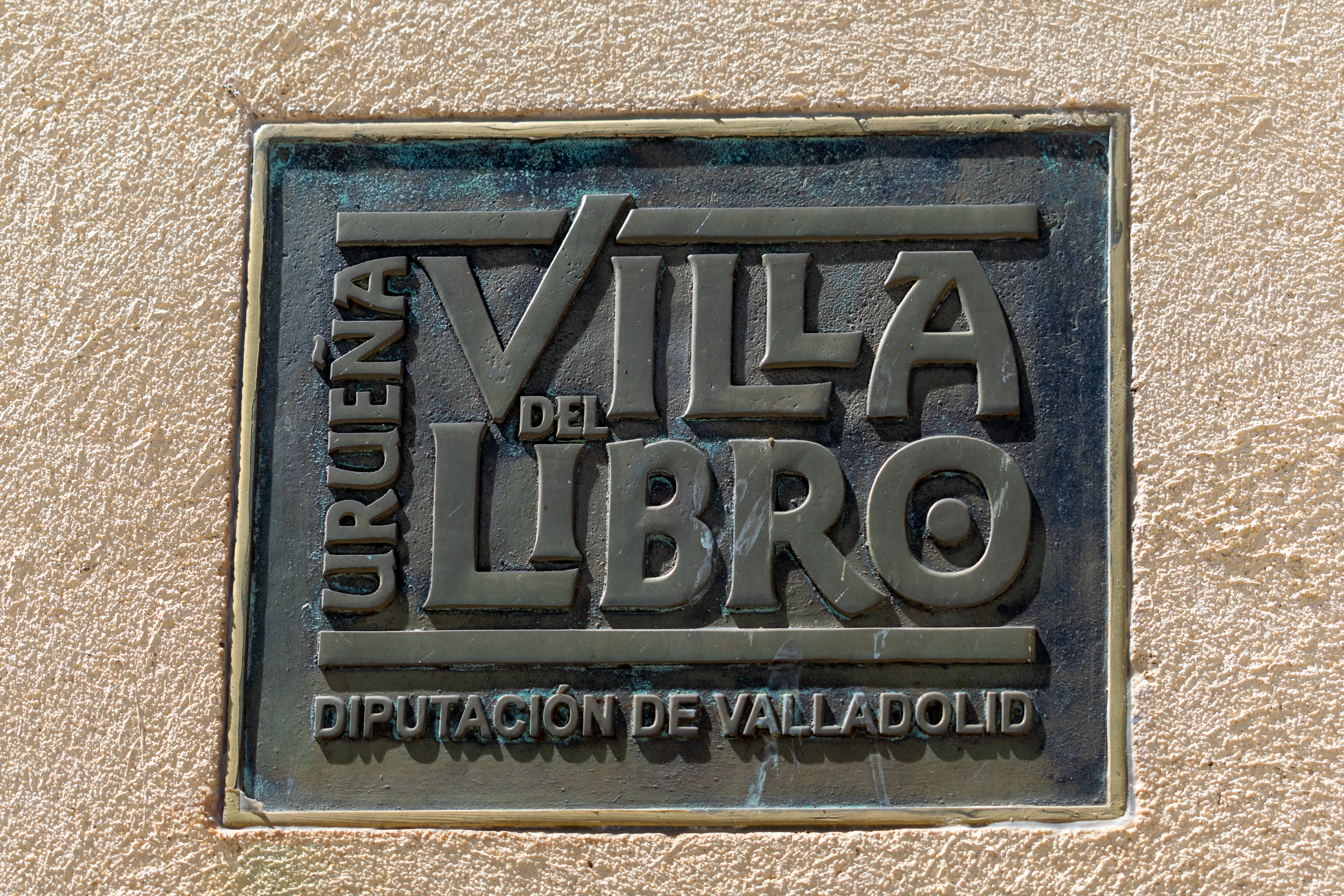
Placa Urueña Villa del Libro.

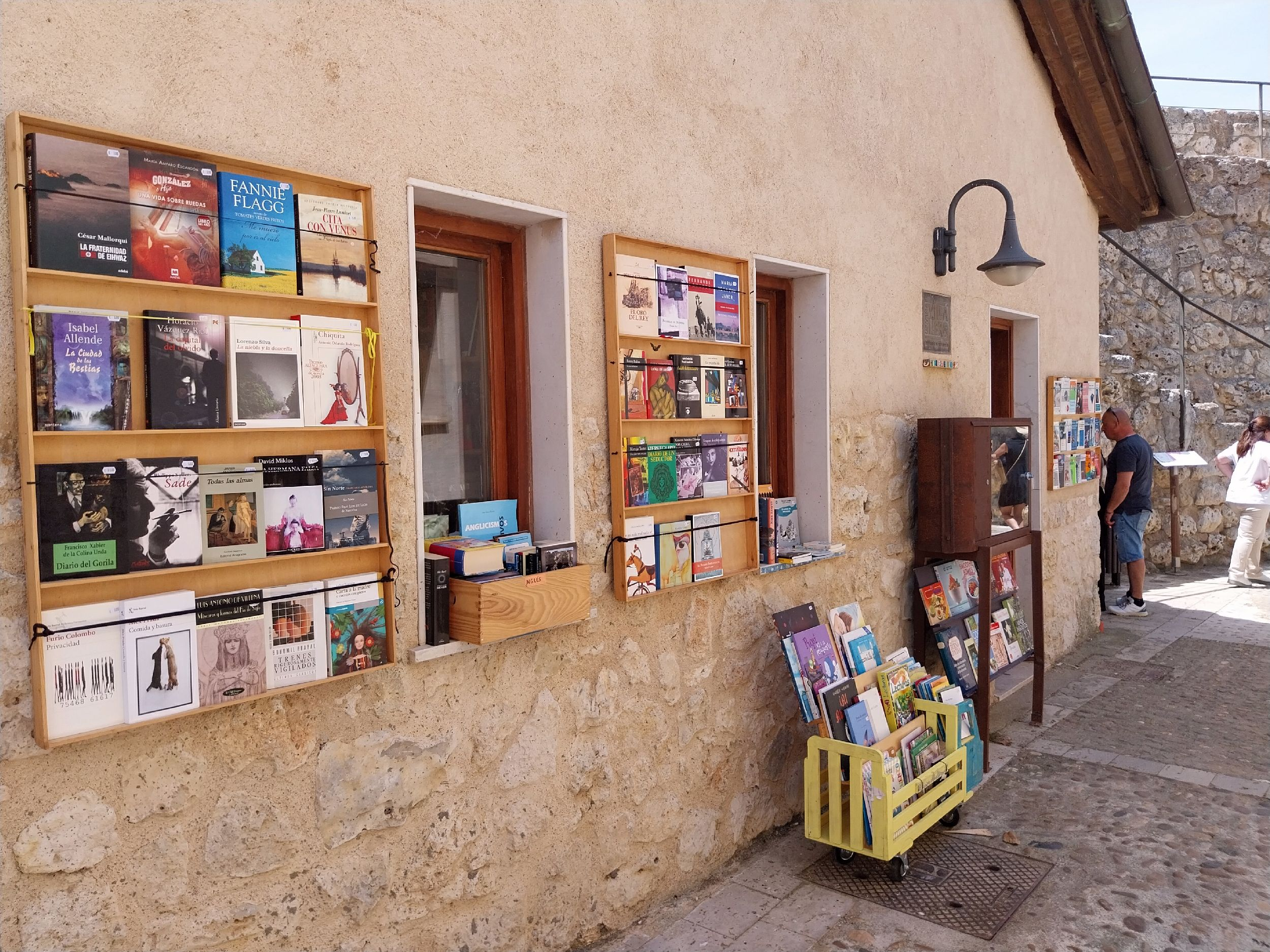
Librería en Urueña (2025).

## Cultura

### Villa del Libro
En 2007 la Diputación provincial de Valladolid instauró en Urueña la Villa del Libro, la primera de España, como una propuesta de turismo cultural.
Inspirado el proyecto en otras villas del libro existentes en Europa: Hay-on-way, en el País de Gales, Redu en Bélgica, Montolieu en Francia, Bredevooort en Holanda..., su objetivo es dinamizar económica y culturalmente espacios públicos en relación con actividades relacionadas con los libros y la literatura en general.
En Urueña no solo se venden libros en sus librerías especializadas, sino que también es lugar de encuentro de expertos alrededor del centro e-LEA (espacio para la Lectura, la Escritura y sus Aplicaciones) Miguel Delibes. Este centro, con una superficie de 1296 metros, alberga una biblioteca especializada, sala de exposiciones y conferencias, y es el núcleo, junto a la Fundación Joaquín Díaz, de la intensa actividad cultural de Urueña.
Librerías especializadas
- Alcaraván, la más antigua, dirigida por Jesús Martínez, especializada en temas castellanos.
- Alcuino Caligrafía & Arte, dirigida por Esperanza Serrano, especializada en caligrafía y artes gráficas.[11]
- El Grifilm, especializada en cine, dirigida por Inés Toharia e Isaac García.[12]
- El Rincón del Ábrego, libro de artista.
- Enoteca, Museo del Vino, especializada en literatura sobre vinos.[13]
- La Bodega Literaria, dirigida por Sergio Escudero del Río, especializada en libro antiguo y primeras ediciones.[14]
- La Boutique del Cuento, dirigida por Esperanza Rodríguez Cabezón. Desplegables, libro infantil y juvenil.
- Páramo, dirigida por Víctor López Bachiller, especializada en libros antiguos, curiosos y descatalogados.[15]
- Primera Página, dirigida por Tamara Crespo, especializada en periodismo, fotografía y viajes.[16]
- Taller de Encuadernación Artesanal, lo llevan Rosa y Fernando.[17]

### Museos
- Centro Etnográfico Joaquín Díaz

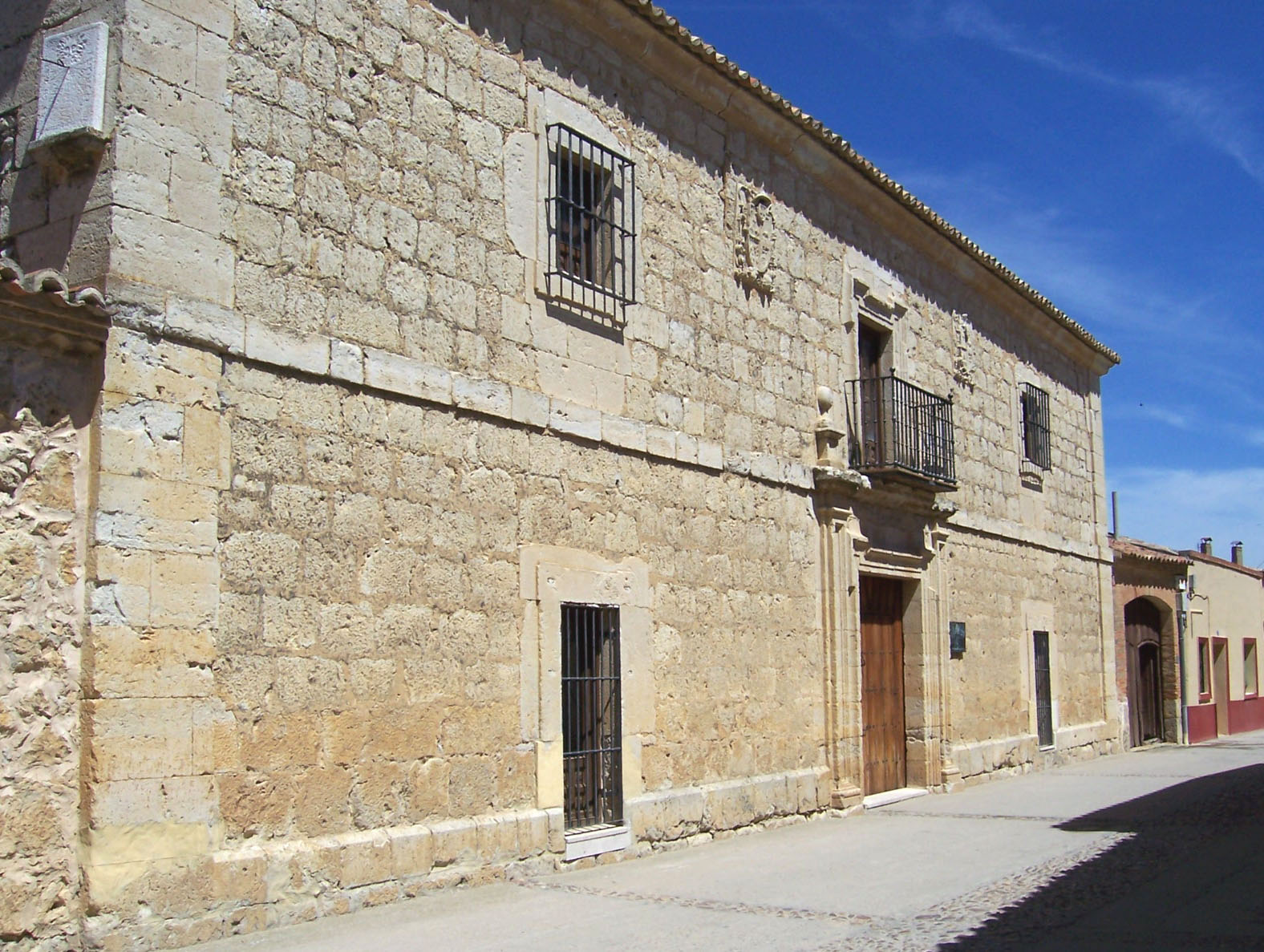
Casa de la Mayorazga, sede del Centro Etnográfico Joaquín Díaz.

- Sala de exposiciones Mercedes Rueda
- Colección de Campanas Quintana
- Museo de la Música. Colección Luis Delgado

### Fiestas
Cada año se celebra el 25 de marzo la Virgen de la Anunciada.

### Urueña en el cine
Además de la librería especializada en cine, El Grifilm, la localidad ha sido punto de partida de la historia contada en La vida sublime (2010) de Daniel V. Villamediana. En Urueña, así como en las localidades próximas de La Santa Espina y San Cebrián de Mazote se rodaron los exteriores.